# Neonitocris nigriceps
Neonitocris nigriceps är en skalbaggsart som beskrevs av Stefan von Breuning 1957. Neonitocris nigriceps ingår i släktet Neonitocris och familjen långhorningar. Inga underarter finns listade i Catalogue of Life.